# Дистърбия
„Дистърбия“ (на английски: Disturbia) е американски психологически трилър от 2007 г. на режисьора Ди Джей Карузо, по сценарий на Кристофър Ландън и Карл Елсуърт, с участието на Шая Лабъф, Дейвид Морз, Сара Ромър и Кери-Ан Мос. Вдъхновен е от „Задният прозорец“ на Алфред Хичкок. Филмът е пуснат на 13 април 2007 г.